# Тутмос I
Тутмос I или Тутмосис I је трећи фараон XVIII династије. Владао је Египтом од 1506. п. н. е. до 1493. п. н. е.

## Биографија
Тутмос I је наследио Аменхотепа I, али није био његов син. На престо је дошао тако што се оженио са Ахмозе, која је највероватније била ћерка Аменхотепа I. Имали су неколико деце, Хатшепсут, Аменмосе, Вадјмосе, Нефрубити. Такође је имао и конкубину Мутнофрет са којом је добио будућег фараона Тутмоса II.

## Војни походи
На почетку владавине Тутмоса I избила је побуна на северу Нубије. У другој години владавине Тутмос I је покренуо акцију на Нубију коју је он лично предводио. Успео је да савлада побуњенике, а тело Нубијског краља закачио је да виси на прамац брода, пре него што се вратио у Тебу.
Током треће године своје владавине, он води другу кампању против Нубије. Nаредио је да се продужи канал на првој катаракти како би се олакшало путовање узводно између Египта и Нубија. То је требало да помогне интеграцију Нубије у Египтско царство. У наставку својих акција Тутмос је стигао чак до треће катаракте и ту је највероватније саградио град Томбос. То знамо захваљујући пронађеној стели.
На северу је проширио границе које до тада није учинио ниједан фараон. Током похода сви кнезови Сирије су морали да признају власт Тутмоса I.
Током четврте године владавине Тутмоса избила је велика побуна у Нубији. Побуна је угушена а последица тога је била да је Нубија изгубила самосталност у наредних 500 година.